# Groupe scolaire d'Arques-la-Bataille
Le Groupe scolaire d'Arques-la-Bataille est un monument d'Arques-la-Bataille construit au XXe siècle.

## Localisation
Le groupe scolaire est situé place Léon-Baudelot.

## Histoire
L'édifice est de style fonctionnel et créé par Georges Thurin en 1933, et inauguré en 1935.
L'édifice est inscrit aux monuments historiques par un arrêté du 18 janvier 2001.

## Architecture
L'édifice est en béton.
Le complexe possède deux ailes de six salles de classe pour chacun des sexes, avec chacune un logement pour la direction et des bains-douches.